# Mamountali
Mamountali (griechisch Μαμούνταλη, türkisch Soğucak) ist eine Gemeinde im Bezirk Paphos in der Republik Zypern. Bei der Volkszählung im Jahr 2021 hatte sie 2 Einwohner.

## Name
Laut Jack C. Goodwin wurde Mamountali nach seinem ersten Besitzer benannt. Einer Erzählung vom Dorfbesitzer Ali zufolge, wurde das Dorf nach dessen Ehefrau benannt, die eine Hebamme (mamou) war. Andere behaupten, der Name des Besitzers sei Mahmut Ali gewesen. Obwohl viele glauben, der Name des Dorfes stamme von einem türkischen Namen ab, nahmen die Zyperntürken 1958 dennoch den alternativen türkischen Namen Soğucak an, was so viel wie „klein cool“ bedeutet.

## Lage und Umgebung

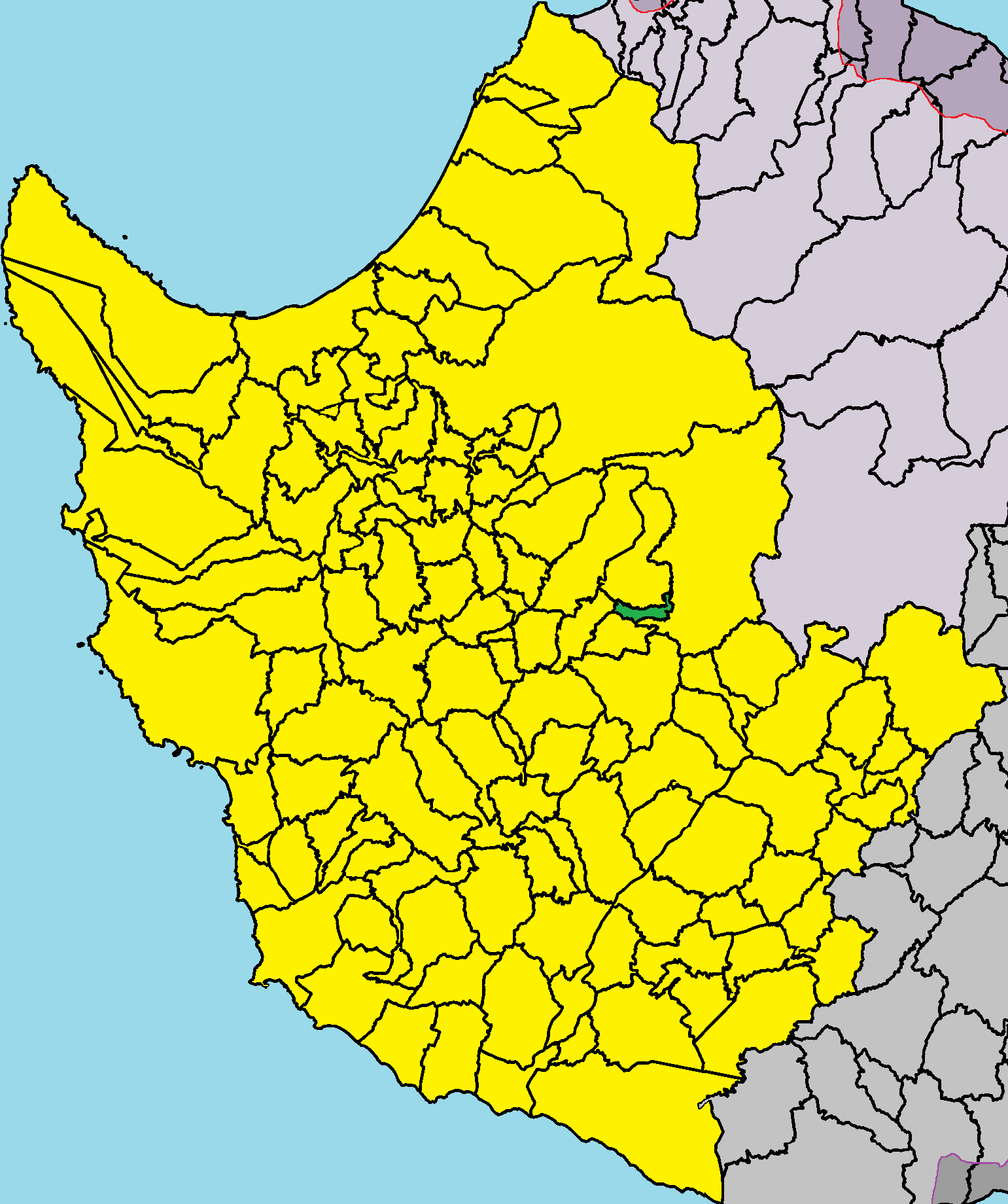
Lage im Bezirk Paphos

Mamountali liegt im Westen der Mittelmeerinsel Zypern auf einer Höhe von etwa 800 Metern, etwa 40 Kilometer nordöstlich von Paphos, 85 Kilometer nordwestlich von Limassol und etwa 160 Kilometer südwestlich von Nikosia. Das 1,76353 Quadratkilometer große Dorf grenzt im Norden an Asprogia, im Osten und Süden an Pano Panagia, im Süden an Lapithiou und im Westen an Kannaviou. Das Dorf kann über einen Abzweig der Straße E703 erreicht werden.
Die durchschnittliche jährliche Niederschlagsmenge beträgt etwa 710 Millimeter. Geologisch betrachtet wird das Gemeindegebiet von den Tonen der Monis-Formation, den Ablagerungen der Kannaviou-Formation und den Ablagerungen der Lefkara-Formation dominiert. Auf diesen Gesteinen entstanden Kalkböden und Böden der Mamonia-Formation.

## Bevölkerungsentwicklung
Mamountali wurde im Februar 1964, infolge des Ende 1963 beginnenden interkommunalen Konflikts, verlassen. Die Dorfbewohner flohen nach Anadiou. Den Dorfbewohnern zufolge blieben sie dort bis 1975, als sie in den Norden Zyperns zogen. Einige flohen heimlich über die Berge in den Norden oder zum britischen Stützpunkt Akrotiri, von wo aus sie alle über die Türkei nach Nordzypern gebracht wurden. Die verbliebenen blieben bis zum 1. September 1975 in Anadiou, als sie von UNFICYP in den nördlichen Teil eskortiert wurden.
Die folgende Tabelle zeigt die Bevölkerung des Dorfes, wie sie in den in Zypern durchgeführten Volkszählungen erfasst wurde.
| Jahr      | 1881 | 1891 | 1901 | 1911 | 1921 | 1931 | 1946 | 1960 | 1976 | 1982 | 1992 | 2001 | 2011 | 2021 |
| Einwohner | 0    | 106  | 83   | 85   | 89   | 95   | 139  | 121  | 0    | 8    | 8    | 14   | 18   | 2    |